# Дом де Лален
Дом де Лален (фр. Maison de Lalaing) — дворянский род.
Происходит с Севера Франции, играл важную роль в истории Геннегау и Нидерландов.

## Известные представители
Впервые упомянут — Жерар де Форест, живший в XI веке.
- Симон VIII де Лален (1405—1476) m. Jeanne de Gavre (-1478)
  - Жосс де Лален (?-1483) m. Bonne de Viefville (-1503)
    - Шарль I де Лален (1466—1525) m. Jacqueline de Luxembourg 
      - Шарль II де Лален (1506—1558) m.1 Marguerite de Croÿ (1508—1549) m.2 Marie de Montmorency (-1570) 
        - Филипп II де Лален m. Marguerite de Ligne-Arenberg  (1552—1611)
          - Маргарита де Лален (1574—1650) m. Florent of Berlaymon (1550—1626)
          - Франсуа де Лален (1577—1590)

        - Эммануэль-Филибер де Лален (1557—1590) m. Anne de Croÿ (-1608)
        - Филиппа-Кристина де Лален (-1582) m. Pierre de Melun (1594)

      - Филипп I де Лален (1510—1555) m. Anna von Rennenberg
        - Антуан II де Лален (1533—1568) m. Eleonore de Montmorency 
          - Гийом де Лален (1563—1590)
            - Антуан III де Лален (1588—1613)

          - Шарль III де Лален

        - Жорж де Лален (-1581)

    - Антуан I де Лален (1480—1540) Х Элизабет ван Кулемборг (1475—1555)